# Elias Gyftopoulos
Elias Panayiotis Gyftopoulos, in greco Ηλίας Παναγιώτης Γυφτόπουλος (Atene, 4 luglio 1927 – Lincoln, 23 giugno 2012), è stato un ingegnere greco naturalizzato statunitense.
È noto per il suo contributo originale dato alla Termodinamica e ai fondamenti teorici della stessa.
Si laureò in Ingegneria meccanica ed elettrica nel 1953 all'Università Tecnica Nazionale di Atene, e conseguì il titolo di Doctor of Science in Ingegneria elettrica presso il Massachusetts Institute of Technology nel 1958. In quest'ultima università iniziò come insegnante di sicurezza e controllo del reattore nucleare. Dopo le conoscenze con il professor George N. Hatsopoulos, con il lavoro di quest'ultimo e del professor Joseph H. Keenan, i suoi interessi si spostarono verso la Termodinamica, nel tentativo di darne un'esposizione consistente, rigorosa, priva dei vizi logici e delle limitazioni comunemente associate ad essa: il risultato fu una teoria non statistica applicabile a sistemi sia macroscopici che microscopici, sia in equilibrio che in non-equilibrio. Le sue ricerche sfociarono nel tentativo di fornire una base quantistica alla Termodinamica con una teoria unificatrice di Meccanica e Termodinamica.

## Opere
- (EN) E. P. Gyftopoulos; G. P. Beretta, Thermodynamics: Foundations and Applications, Mineola (New York), Dover Publications, 2005  [1ª ed., Macmillan, 1991], ISBN 0-486-43932-1.